# Stefaniola spinosa
Stefaniola spinosa är en tvåvingeart som beskrevs av Möhn 1971. Stefaniola spinosa ingår i släktet Stefaniola och familjen gallmyggor. Inga underarter finns listade i Catalogue of Life.